# Comuna Storuman
Storuman (Storumans kommun) este o comună din comitatul Västerbottens län, Suedia, cu o populație de 5.954 locuitori (2013).

## Geografie

### Zone urbane
Lista celor mai mari zone urbane din comună (anul 2015) conform Biroului Central de Statistică al Suediei:
| Nr | Zona urbană    | Pop.  |
| -- | -------------- | ----- |
| 1  | Storuman       | 2.188 |
| 2  | Stensele       | 500   |
| 3  | Tärnaby        | 492   |
| 4  | Hemavan/Bierke | 263   |

## Demografie
| \| Evoluția demografică în comuna Storuman, 1970–2015 \| Evoluția demografică în comuna Storuman, 1970–2015 \| Evoluția demografică în comuna Storuman, 1970–2015 \| Evoluția demografică în comuna Storuman, 1970–2015 \| Evoluția demografică în comuna Storuman, 1970–2015 \| \| ----------------------------------------------------------------------------------------------------- \| -------------------------------------------------- \| -------------------------------------------------- \| -------------------------------------------------- \| -------------------------------------------------- \| \| An \| \| \| Locuitori \| \| \| 1970 \| 1970 \| \| 8761 \| 8761 \| \| 1975 \| 1975 \| \| 8439 \| 8439 \| \| 1980 \| 1980 \| \| 8330 \| 8330 \| \| 1985 \| 1985 \| \| 8201 \| 8201 \| \| 1990 \| 1990 \| \| 7735 \| 7735 \| \| 1995 \| 1995 \| \| 7438 \| 7438 \| \| 2000 \| 2000 \| \| 6934 \| 6934 \| \| 2005 \| 2005 \| \| 6507 \| 6507 \| \| 2010 \| 2010 \| \| 6120 \| 6120 \| \| 2015 \| 2015 \| \| 5943 \| 5943 \| \| Sursa: SCB - Statistika Centralbyrån, Folkmängd efter region, civilstånd, ålder och kön. År 1968–2016 \| \| \| \| \| |      |  |           |      |
| Evoluția demografică în comuna Storuman, 1970–2015 |      |  |           |      |
| An |      |  | Locuitori |      |
| 1970 | 1970 |  | 8761      | 8761 |
| 1975 | 1975 |  | 8439      | 8439 |
| 1980 | 1980 |  | 8330      | 8330 |
| 1985 | 1985 |  | 8201      | 8201 |
| 1990 | 1990 |  | 7735      | 7735 |
| 1995 | 1995 |  | 7438      | 7438 |
| 2000 | 2000 |  | 6934      | 6934 |
| 2005 | 2005 |  | 6507      | 6507 |
| 2010 | 2010 |  | 6120      | 6120 |
| 2015 | 2015 |  | 5943      | 5943 |
| Sursa: SCB - Statistika Centralbyrån, Folkmängd efter region, civilstånd, ålder och kön. År 1968–2016 |      |  |           |      |